# Crenicichla celidochilus
Crenicichla celidochilus är en fiskart som beskrevs av Casciotta, 1987. Crenicichla celidochilus ingår i släktet Crenicichla och familjen Cichlidae. Inga underarter finns listade i Catalogue of Life.